# Élections législatives de 1906 dans le Finistère
Les élections législatives dans le Finistère ont lieu les dimanche 6 mai 1906 et 20 mai 1906. Elles ont pour but d'élire les députés représentant le département à la Chambre des députés pour un mandat de quatre années.

## Députés sortants
| Députés | Députés                   | Parti                     | Fonctions lors de l'élection en 1906                                      |
| ------- | ------------------------- | ------------------------- | ------------------------------------------------------------------------- |
|         | Auguste Isnard            | Radical-socialiste        | Avocat.                                                                   |
|         | Georges Le Bail *         | Radical-ARD               | Conseiller général du Plogastel-Saint-Germain, maire de Plozévet. Avocat. |
|         | Louis Dubuisson           | Union démocratique-ARD    | Conseiller général de Châteauneuf-du-Faou. Médecin.                       |
|         | Émile Cloarec             | Union démocratique-ARD    | Maire de Ploujean. Avoué.                                                 |
|         | Louis Hémon               | Progressiste              | Conseiller général de Fouesnant. Avocat.                                  |
|         | James de Kerjégu          | Progressiste libéral      | Conseiller général du Scaër. Diplomate.                                   |
|         | Gabriel Miossec           | Action libérale populaire | Commerçant.                                                               |
|         | Hippolyte Gayraud         | Rallié-Démocrate chrétien | Abbé, Théologien.                                                         |
|         | Albert de Mun *           | Conservateur              | Conseiller général de Plouzévédé, maire de Cléder. Propriétaire agricole. |
|         | François-Émile Villiers * | Conservateur              | Conseiller général de Daoulas. Chef de cabinet, propriétaire agricole.    |

## Mode de scrutin
L'élection se fait donc au scrutin d'arrondissement, soit un mode uninominal majoritaire à deux tours. 
La circonscription pour l'élection est l'arrondissement. 
Le scrutin est individuel, chaque arrondissement élisant un député. 
Les arrondissements qui ont plus de cent mille habitants sont divisés. Dans ce cas on élit un député par circonscription électorale crée.
Seul l'arrondissement de Quimperlé n'est pas divisé. Celui de Brest est séparé en trois circonscriptions, ceux de Quimper, Châteaulin et Morlaix en deux.
L'article 18 précise qu'il faut réunir pour être élu au premier tour :
1. La majorité absolue des suffrages exprimés ;
2. Un nombre de suffrages égal au quart des électeurs inscrits.

Au deuxième tour la majorité relative suffit. En cas d'égalité c'est le plus âgé qui est élu.

## Résultats par arrondissement

### Arrondissement de Brest

#### 1recirconscription
Brest-1 regroupe les cantons de Brest-1, Brest-2 et Brest-3.
| Candidats      | Candidats        | Étiquette          | Premier tour | Premier tour | Deuxième tour | Deuxième tour |
| Candidats      | Candidats        | Étiquette          | Voix         | %            | Voix          | %             |
| -------------- | ---------------- | ------------------ | ------------ | ------------ | ------------- | ------------- |
|                | Pierre Biétry    | Nationaliste-Jaune | 7 995        | 47,04        | 8 886         | 51,71         |
|                | Émile Goude      | SFIO               | 4 349        | 25,59        | 8 292         | 48,25         |
|                | Auguste Isnard * | Radical-socialiste | 3 515        | 20,68        |               |               |
|                | Léon Bouysson    | Radical-socialiste | 1 126        | 6,63         |               |               |
|                |                  |                    |              |              |               |               |
| Inscrits       | Inscrits         | Inscrits           | 27 820       | 100,00       | 27 820        | 100,00        |
| Votants        | Votants          | Votants            | 17 057       | 61,31        | 17 397        | 62,53         |
| Abstention     | Abstention       | Abstention         | 10 763       | 38,69        | 10 423        | 37,47         |
| Blancs et nuls | Blancs et nuls   | Blancs et nuls     | 61           | 0,36         | 213           | 1,22          |
| Exprimés       | Exprimés         | Exprimés           | 16 996       | 99,64        | 17 184        | 98,78         |

*sortant

#### 2ecirconscription
Brest-2 regroupe les cantons de Daoulas, Ploudiry, Landerneau, Plabennec.
| Candidats      | Candidats                 | Étiquette      | Premier tour | Premier tour |
| Candidats      | Candidats                 | Étiquette      | Voix         | %            |
| -------------- | ------------------------- | -------------- | ------------ | ------------ |
|                | François-Émile Villiers * | Conservateur   | 10 620       | 91,46        |
|                |                           |                |              |              |
| Inscrits       | Inscrits                  | Inscrits       | 19 524       | 100,00       |
| Votants        | Votants                   | Votants        | 11 612       | 59,48        |
| Abstention     | Abstention                | Abstention     | 7 912        | 40,52        |
| Blancs et nuls | Blancs et nuls            | Blancs et nuls | 991          | 8,53         |
| Exprimés       | Exprimés                  | Exprimés       | 10 621       | 91,47        |

*sortant

#### 3ecirconscription
Brest-3regroupe les cantons de Saint-Renan, Ouessant, Ploudalmézeau, Lannilis et Lesneven.
Théodore Lefèvre est un candidat fantaisiste qui est publiciste à Paris.
| Candidats      | Candidats           | Étiquette                 | Premier tour | Premier tour |
| Candidats      | Candidats           | Étiquette                 | Voix         | %            |
| -------------- | ------------------- | ------------------------- | ------------ | ------------ |
|                | Hippolyte Gayraud * | Rallié-Démocrate chrétien | 11 582       | 90,58        |
|                | Théodore Lefèvre    | ARD                       | 70           | 0,60         |
|                |                     |                           |              |              |
| Inscrits       | Inscrits            | Inscrits                  | 18 283       | 100,00       |
| Votants        | Votants             | Votants                   | 14 373       | 78,61        |
| Abstention     | Abstention          | Abstention                | 3 910        | 21,39        |
| Blancs et nuls | Blancs et nuls      | Blancs et nuls            | 162          | 1,13         |
| Exprimés       | Exprimés            | Exprimés                  | 14 211       | 98,87        |

*sortant

### Arrondissement de Châteaulin

#### 1recirconscription
Chateaulin-1 regroupe les cantons de Crozon, Châteaulin, Faou et Pleyben.
| Candidats      | Candidats          | Étiquette                  | Premier tour | Premier tour | Deuxième tour | Deuxième tour |
| Candidats      | Candidats          | Étiquette                  | Voix         | %            | Voix          | %             |
| -------------- | ------------------ | -------------------------- | ------------ | ------------ | ------------- | ------------- |
|                | Gabriel Miossec *  | Action libérale populaire  | 6 950        | 48,50        | 6 848         | 48,55         |
|                | Théodore Halléguen | Union démocratique-Radical | 5 383        | 37,57        | 7 254         | 51,43         |
|                | Antoine Bott       | Radical-socialiste         | 1 996        | 13,93        |               |               |
|                |                    |                            |              |              |               |               |
| Inscrits       | Inscrits           | Inscrits                   | 18 796       | 100,00       | 18 792        | 100,00        |
| Votants        | Votants            | Votants                    | 14 391       | 76,56        | 14 131        | 75,20         |
| Abstention     | Abstention         | Abstention                 | 4 405        | 23,44        | 4 661         | 24,80         |
| Blancs et nuls | Blancs et nuls     | Blancs et nuls             | 67           | 0,66         | 25            | 0,18          |
| Exprimés       | Exprimés           | Exprimés                   | 14 324       | 99,53        | 14 106        | 99,82         |

*sortant

#### 2ecirconscription
Chateaulin-2 regroupe les cantons de Carhaix, Châteauneuf-du-Faou et Huelgoat.
Albert Nicol se retire pour le scrutin de ballotage.
| Candidats      | Candidats         | Étiquette              | Premier tour | Premier tour | Deuxième tour | Deuxième tour |
| Candidats      | Candidats         | Étiquette              | Voix         | %            | Voix          | %             |
| -------------- | ----------------- | ---------------------- | ------------ | ------------ | ------------- | ------------- |
|                | Louis Dubuisson * | Union démocratique-ARD | 4 374        | 37,81        | 6 718         | 61,93         |
|                | Jean de Kercadio  | Nationaliste-ALP       | 4 188        | 36,20        | 4 069         | 37,51         |
|                | Albert Nicol      | Radical-socialiste     | 3 005        | 25,98        | 47            | 0,43          |
|                |                   |                        |              |              |               |               |
| Inscrits       | Inscrits          | Inscrits               | 14 715       | 100,00       | 14 733        | 100,00        |
| Votants        | Votants           | Votants                | 11 642       | 79,12        | 10 905        | 74,02         |
| Abstention     | Abstention        | Abstention             | 3 073        | 20,88        | 3 828         | 25,98         |
| Blancs et nuls | Blancs et nuls    | Blancs et nuls         | 74           | 0,64         | 57            | 0,52          |
| Exprimés       | Exprimés          | Exprimés               | 11 568       | 99,36        | 10 848        | 99,48         |

*sortant

### Arrondissement de Morlaix

#### 1recirconscription
Morlaix-1 regroupe les cantons de Morlaix, Lanmeur, Plouigneau, Saint-Thégonnec et Sizun.
Yves Le Febvre et Louis de Kersauson se retirent pour le scrutin de ballotage.
| Candidats      | Candidats          | Étiquette              | Premier tour | Premier tour | Deuxième tour | Deuxième tour |
| Candidats      | Candidats          | Étiquette              | Voix         | %            | Voix          | %             |
| -------------- | ------------------ | ---------------------- | ------------ | ------------ | ------------- | ------------- |
|                | Émile Cloarec *    | Union démocratique-ARD | 7 575        | 48,05        | 10 004        | 87,96         |
|                | Louis de Kersauson | Conservateur-ALP       | 7 189        | 45,60        | 401           | 3,83          |
|                | Yves Le Febvre     | SFIO                   | 999          | 6,34         | 69            | 0,66          |
|                |                    |                        |              |              |               |               |
| Inscrits       | Inscrits           | Inscrits               | 20 325       | 100,00       | 20 322        | 100,00        |
| Votants        | Votants            | Votants                | 15 853       | 78,00        | 11 374        | 55,97         |
| Abstention     | Abstention         | Abstention             | 4 472        | 22,00        | 8 948         | 44,03         |
| Blancs et nuls | Blancs et nuls     | Blancs et nuls         | 84           | 0,66         | 892           | 7,84          |
| Exprimés       | Exprimés           | Exprimés               | 15 765       | 99,45        | 10 482        | 92,16         |

*sortant

#### 2ecirconscription
Morlaix-2 regroupe les cantons de Taulé, Landivisiau, Plouescat, Plouzévédé et Saint-Pol-de-Léon.
| Candidats      | Candidats       | Étiquette      | Premier tour | Premier tour |
| Candidats      | Candidats       | Étiquette      | Voix         | %            |
| -------------- | --------------- | -------------- | ------------ | ------------ |
|                | Albert de Mun * | Conservateur   | 14 021       | 92,73        |
|                |                 |                |              |              |
| Inscrits       | Inscrits        | Inscrits       | 18 853       | 100,00       |
| Votants        | Votants         | Votants        | 15 121       | 80,21        |
| Abstention     | Abstention      | Abstention     | 3 732        | 19,80        |
| Blancs et nuls | Blancs et nuls  | Blancs et nuls | 1 027        | 6,79         |
| Exprimés       | Exprimés        | Exprimés       | 14 094       | 93,21        |

*sortant

### Arrondissement de Quimper

#### 1recirconscription
Quimper-1 regroupe les cantons de Quimper, Fouesnant, Briec et Concarneau.
| Candidats      | Candidats      | Étiquette      | Premier tour | Premier tour |
| Candidats      | Candidats      | Étiquette      | Voix         | %            |
| -------------- | -------------- | -------------- | ------------ | ------------ |
|                | Louis Hémon *  | Progressiste   | 9 488        | 72,91        |
|                | Victor Pengam  | SFIO           | 30           | 0,32         |
|                |                |                |              |              |
| Inscrits       | Inscrits       | Inscrits       | 19 693       | 100,00       |
| Votants        | Votants        | Votants        | 13 013       | 66,08        |
| Abstention     | Abstention     | Abstention     | 6 680        | 33,92        |
| Blancs et nuls | Blancs et nuls | Blancs et nuls | 84           | 0,66         |
| Exprimés       | Exprimés       | Exprimés       | 9 518        | 73,14        |

*sortant

#### 2ecirconscription
Quimper-2 regroupe les cantons de Douarnenez, Pont-Croix, Plogastel-Saint-Germain et Pont-l'Abbé.
| Candidats      | Candidats                     | Étiquette        | Premier tour | Premier tour |
| Candidats      | Candidats                     | Étiquette        | Voix         | %            |
| -------------- | ----------------------------- | ---------------- | ------------ | ------------ |
|                | Georges Le Bail *             | Radical-ARD      | 12 115       | 50,30        |
|                | Henri de Beauchef de Servigny | Conservateur-ALP | 11 972       | 49,70        |
|                |                               |                  |              |              |
| Inscrits       | Inscrits                      | Inscrits         | 29 395       | 100,00       |
| Votants        | Votants                       | Votants          | 24 158       | 82,18        |
| Abstention     | Abstention                    | Abstention       | 5 237        | 17,82        |
| Blancs et nuls | Blancs et nuls                | Blancs et nuls   | 71           | 0,29         |
| Exprimés       | Exprimés                      | Exprimés         | 24 087       | 99,71        |

*sortant

### Arrondissement de Quimperlé
Quimperlé regroupe l'ensemble des cantons de l'arrondissement de Quimperlé.
| Candidats      | Candidats          | Étiquette            | Premier tour | Premier tour |
| Candidats      | Candidats          | Étiquette            | Voix         | %            |
| -------------- | ------------------ | -------------------- | ------------ | ------------ |
|                | James de Kerjégu * | Progressiste libéral | 10 977       | 91,45        |
|                |                    |                      |              |              |
| Inscrits       | Inscrits           | Inscrits             | 16 689       | 100,00       |
| Votants        | Votants            | Votants              | 12 004       | 71,93        |
| Abstention     | Abstention         | Abstention           | 4 685        | 28,07        |
| Blancs et nuls | Blancs et nuls     | Blancs et nuls       | 852          | 7,10         |
| Exprimés       | Exprimés           | Exprimés             | 11 152       | 92,90        |

*sortant

## Députés élus
| Députés | Députés                   | Parti                      | Fonctions lors de l'élection en 1906                                      |
| ------- | ------------------------- | -------------------------- | ------------------------------------------------------------------------- |
|         | Georges Le Bail *         | Radical-ARD                | Conseiller général du Plogastel-Saint-Germain, maire de Plozévet. Avocat. |
|         | Théodore Halléguen        | Union démocratique-Radical | Commerçant.                                                               |
|         | Louis Dubuisson *         | Union démocratique-ARD     | Conseiller général de Châteauneuf-du-Faou. Médecin.                       |
|         | Émile Cloarec *           | Union démocratique-ARD     | Maire de Ploujean. Avoué.                                                 |
|         | Louis Hémon *             | Progressiste               | Conseiller général de Fouesnant. Avocat.                                  |
|         | James de Kerjégu *        | Progressiste libéral       | Conseiller général du Scaër. Diplomate.                                   |
|         | Hippolyte Gayraud *       | Rallié-Démocrate chrétien  | Abbé, Théologien.                                                         |
|         | Pierre Biétry             | Nationaliste-Jaune         | Avocat.                                                                   |
|         | Albert de Mun *           | Conservateur               | Conseiller général de Plouzévédé, maire de Cléder. Propriétaire agricole. |
|         | François-Émile Villiers * | Conservateur               | Conseiller général de Daoulas. Chef de cabinet, propriétaire agricole.    |